# Саленто
Саленто (итал. Salento) је насеље у Италији у округу Салерно, региону Кампанија.
Према процени из 2011. у насељу је живело 760 становника. Насеље се налази на надморској висини од 419 м.

## Становништво
| 1931. | 1936. | 1951. | 1961. | 1971. | 1981. | 1991. | 2001. | 2011. |
| ----- | ----- | ----- | ----- | ----- | ----- | ----- | ----- | ----- |
| 1.202 | 1.352 | 1.667 | 1.977 | 1.953 | 2.024 | 2.136 | 2.022 | 2.005 |